# Gryke-Çaje
Gryke-Çaje là một xã trong quận Kukës thuộc hạt Kukës, Albania. Dân số năm 2005 là 2497 người.